# Comolia montana
Comolia montana är en tvåhjärtbladig växtart som beskrevs av Henry Allan Gleason. Comolia montana ingår i släktet Comolia och familjen Melastomataceae. Inga underarter finns listade i Catalogue of Life.